# Get Along
Get Along je druhé DVD, které vydalo kanadské rockové duo Tegan and Sara. Bylo vydáno v roce 2011 společností Warner Brothers Music. Get Along je kolekce tří filmů a živého koncertu, která nabízí divákům vzácný a důvěrný pohled do života široce uznávaných skladatelek a hudebnic Tegan a Sary Quin. První film s názvem States, je 30 minutový dokument, který obsahuje záběry a rozhovory z amerického turné Tegan a Sary, stejně jako osvětlení pozadí začátků jejich kapely a unikátního spojení s jejich fanoušky. Druhý film, India, je 25 minutový dokument obsahující záběry úplně prvního turné po Indii. Součástí jsou i rozhovory s Tegan, Sarou a částí rodiny a přátel týkající se jejich života na cestách. Třetí film, For The Most Part, je 70 minutový záznam živého koncertu, který se konal před publikem 75 fanoušků, přátel a rodiny, probíhajícího během dvou dnů ve studiu The Warehouse Studios ve Vancouveru. 

## Seznam skladeb (živého koncertu z The Warehouse Studios)

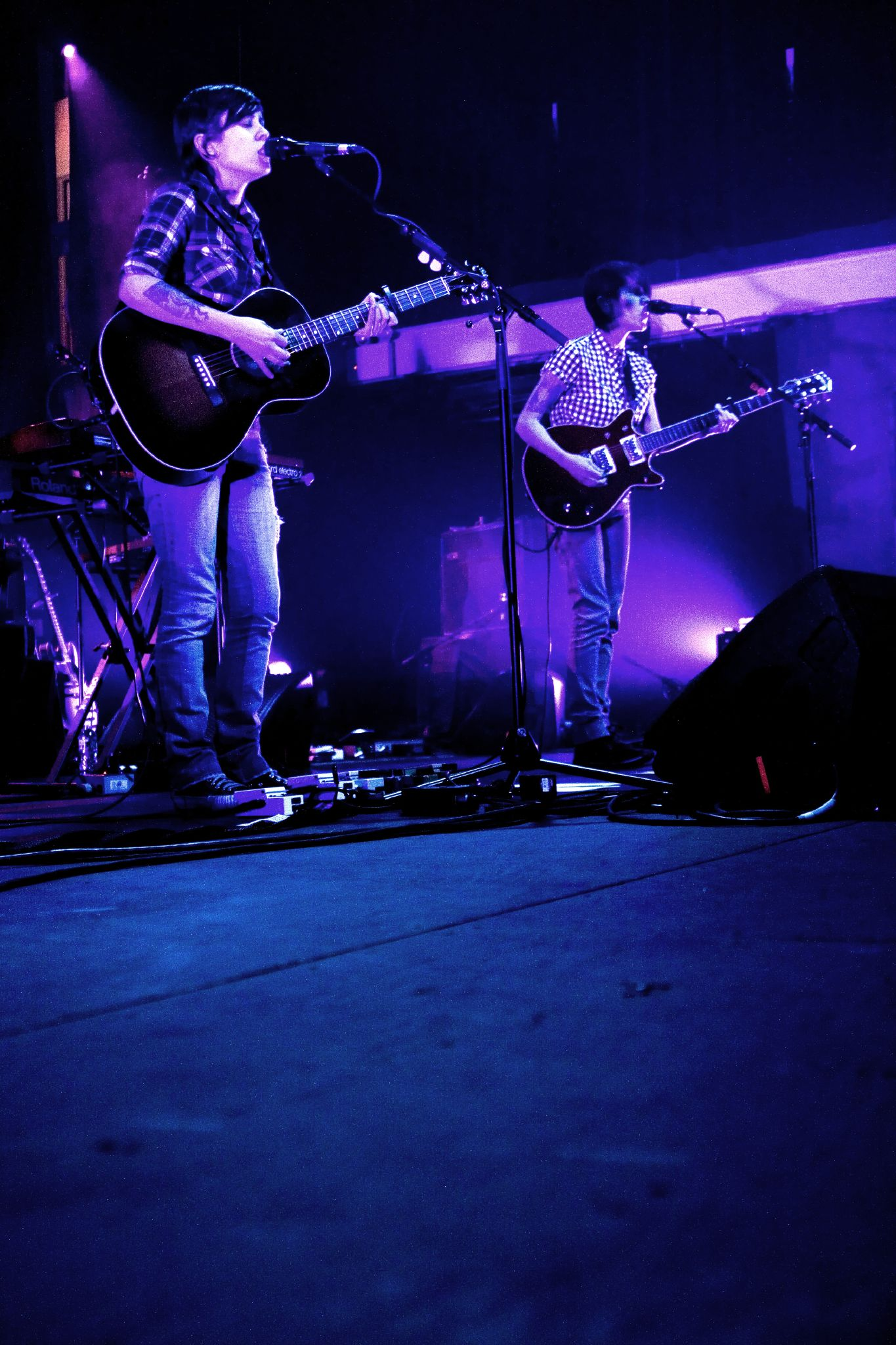
Tegan a Sara

1. Alligator
2. I Know I Know I Know
3. Monday Monday Monday
4. I Hear Noises
5. Night Watch
6. Back In Your Head
7. Divided
8. Call It Off
9. Relief Next to Me
10. The Ocean
11. Nineteen
12. Knife Going In
13. Not With You
14. I Won’t Be Left
15. Sentimental Tune